# Iris tenax
Iris tenax — вид рода Ирис, также известный под названиями ирис жестколистный и ирис орегонский.

## Описание
Как и у многих ирисов, у ириса жестколистного крупные и эффектные цветки. Они распускаются в середине или конце весны и обычно лавандово-голубого или фиолетового цвета, но иногда встречаются белые, жёлтые, розовые и орхидейные оттенки. 
Листья у этого вида очень тонкие, они редко бывают более 5 мм в ширину; растение часто ошибочно принимают за разновидность травы, когда оно не цветёт. Корневища постепенно разрастаются, в результате чего растение растет плотным комком. 
Видовое название «tenax» в переводе с латинского означает «жесткий» или «цепкий» и относится к крепким волокнистым листьям растения, которые использовались коренными народами Орегона для плетения силков и других снастей.

## Распространение

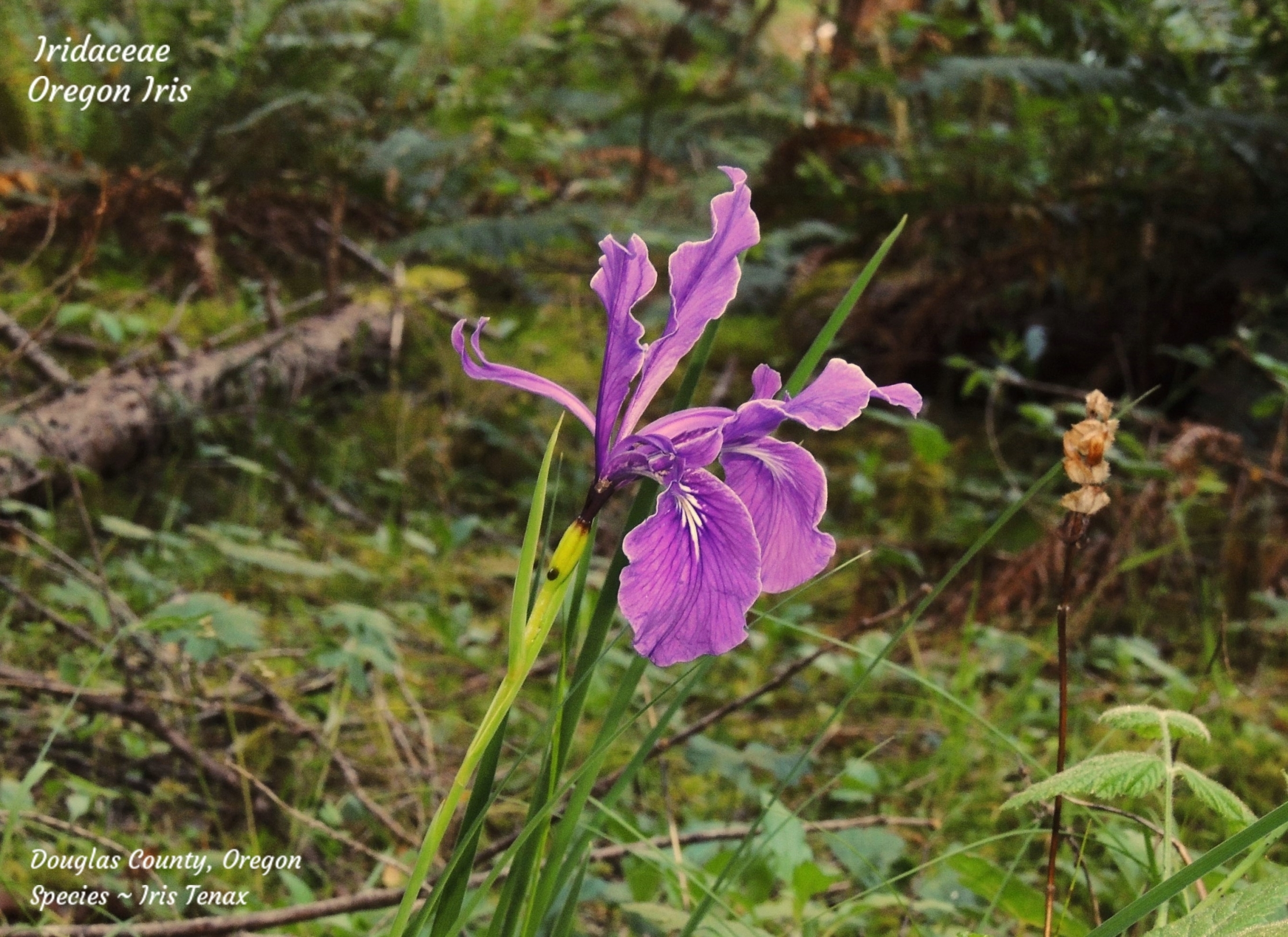
Ирис жестколистный, растущий на берегах Энгельс-Крик недалеко от Тандер-Маунтин-роуд. Глайд, Орегон, округ Дуглас

Произрастает в юго-западном Вашингтоне, западном Орегоне и северо-западной Калифорнии. Встречается по обочинам дорог, на лугах и лесных опушках на низких и средних высотах. Подвид растения Iris tenax ssp. klamathensis является эндемиком Северной Калифорнии в горах Кламат.

## Дополнительные ссылки
База данных флоры Калифорнии: Iris Tenax (Ирис жестколистный)